# Sojuz TM-2
Sojuz TM-2 (ryska: Союз ТM-2) var en flygning i det sovjetiska rymdprogrammet. Flygningen gick till rymdstationen Mir. Farkosten sköts upp med en Sojuz-U2-raket, från Kosmodromen i Bajkonur, den 5 februari 1987. Farkosten dockade med rymdstationen den 7 februari 1987. Tidigt under flygningen tillkom modulen Kvant-1. Den lämnade stationen den 29 juli 1987. Några timmar senare återinträdde den i jordens atmosfär och landade i Sovjetunionen.

## Kvant-1
För att kunna garantera Romanenko och Lavejkin säkerhet under den automatiska dockningen med Kvant-1 modulen, satt de båda i Sojuz TM-2 farkosten, klara att snabbt lämna stationen om något gick fel. Vid första dockningsförsöket missade Kvant-1, stationen med endast 10 meter. Vid andra försöket lyckades dockningen, men den mekaniska delen av dockningen kunde inte avslutas helt på grund av skräp som fastnat i Mirs dockningsport. Först efter att Romanenko och Lavejkin genomfört en rymdpromenad och plockat bort skräpet kunde dockningen avslutas.